# Дания на Европейских играх 2015
Дания на I Европейских играх, которые прошли в июне 2015 года в столице Азербайджана, в городе Баку, была представлена 65 спортсменами в 17 видах спорта..

## Награды

### Золото
| Золото |                               |                                       |
| #      | Спортсмены                    | Вид спорта (дисциплина)               |
| 1      | Матиас Боэ, Карстсен Могенсен | Бадминтон (мужчины, парный разряд)    |
| 2      | Лин Кьяерсфелдт               | Бадминтон (женщины, одиночный разряд) |
| 3      | Никлас Нор, Сара Тигесен      | Бадминтон (микст)                     |
| 4      | Симона Кристенсен             | Велоспорт (BMX, женщины)              |

### Серебро
| Серебро |                               |                                                 |
| #       | Спортсмены                    | Вид спорта (дисциплина)                         |
| 1       | Мая Ягер                      | Стрельба из лука (индивидуальное первенство)    |
| 2       | Петер Ольссон, Стина Нильссон | Стрельба, пневматическая винтовка, 10 м (микст) |
| 3       | Эмиль Холст                   | Бадминтон (мужчины, одиночный разряд)           |

### Бронза
| Бронза |                            |                                                                  |
| #      | Спортсмены                 | Вид спорта (дисциплина)                                          |
| 1      | Рене Хольтен Поульсен      | Гребля на байдарках и каноэ (мужчины, байдарки-одиночки, 1000 м) |
| 2      | Тобиас Бьерг               | Плавание (брасс, 50 м)                                           |
| 3      | Юлия Йенсен                | Плавание (вольный стиль, 50 м)                                   |
| 4      | Юлия Йенсен                | Плавание (баттерфляй, 50 м)                                      |
| 5      | Мария Хелсбол, Лена Гребак | Бадминтон (мужчины, парный разряд)                               |

## Состав команды
Борьба
Греко-римская борьба
- Фредрик Бьеррехуус
- Марк Мадсен
- Тобиас Фоннесбек

Велоспорт
 Велоспорт-маунтинбайк
- Андерс Брайнхой Йенсен

 Карате
- Кристофер Роде
- Беттина Альдстадсетер

 Триатлон
- Каспер Стендеруп

## Результаты

### Борьба
В соревнованиях по борьбе разыгрывалось 24 комплекта наград. По 8 у мужчин и женщин в вольной борьбе и 8 в греко-римской. Турнир проходил по олимпийской системе с выбыванием. В утешительный раунд попадали участники, проигравшие в своих поединках будущим финалистам соревнований. Каждый поединок состоит из двух раундов по 3 минуты, победителем становится спортсмен, набравший большее количество баллов. По окончании схватки, в зависимости от результатов в каждом из раундов спортсменам начисляются классификационные очки.
Мужчины
Греко-римская борьба
Легенда: 

VT — победа на туше; 

PP — победа по очкам с техническим баллом у проигравшего; 

PO — победа по очкам без технического балла у проигравшего; 

SP — техническое превосходство, победа по очкам с разницей более, чем в 6 баллов с техническим баллом у проигравшего; 

ST — техническое превосходство, победа по очкам с разницей более, чем в 6 баллов без технического балла у проигравшего; 

| Соревнование | Спортсмены         | Первый раунд               | 1/8 финала                  | Четвертьфинал                | Полуфинал                 | Финал                | Место |
| Соревнование | Спортсмены         | Соперник Результат         | Соперник Результат          | Соперник Результат           | Соперник Результат        | Соперник Результат   | Место |
| ------------ | ------------------ | -------------------------- | --------------------------- | ---------------------------- | ------------------------- | -------------------- | ----- |
| до 59 кг     | Тобиас Фоннесбек   | Не участвовал              | С. Маранян (RUS) П 0:4 (ST) | Турнир за 3-е место          | Турнир за 3-е место       | Турнир за 3-е место  | 23    |
| до 59 кг     | Тобиас Фоннесбек   | Не участвовал              | С. Маранян (RUS) П 0:4 (ST) | Не участвовал                | Р. Амоян (ARM) П 0:3 (PO) | Завершил выступление | 23    |
| до 66 кг     | Фредрик Бьеррехуус | А. Сурков (RUS) П 0:4 (ST) | Не участвовал               | Турнир за 3-е место          | Турнир за 3-е место       | Турнир за 3-е место  | 9     |
| до 66 кг     | Фредрик Бьеррехуус | А. Сурков (RUS) П 0:4 (ST) | Не участвовал               | Ф. Арутюнян (SWE) В 4:0 (ST) | И. Леваи (SVK) П 1:3 (PP) | Завершил выступление | 9     |
| до 75 кг     | Марк Мадсен        | К. Чалян (ARM) В 4:0 (ST)  | Д. Дитше (SUI) В 4:0 (ST)   | Д. Пышков (UKR) П 1:3 (PP)   | Завершил выступление      | Завершил выступление | 7     |

### Велоспорт

#### Маунтинбайк
Соревнования по маунтинбайку проводилились в построенном специально для игр велопарке. Дистанция у мужчин составляла 36,7 км, а у женщин 27,9 км.
Мужчины
| Соревнование | Спортсмены             | Результат | Место | Отставание |
| ------------ | ---------------------- | --------- | ----- | ---------- |
| Кросс-кантри | Андерс Брайнхой Йенсен | LAP       | —     | —          |

### Гребля на байдарках и каноэ
Соревнования по гребле на байдарках и каноэ проходили в городе Мингечевир на базе олимпийского учебно-спортивного центра «Кюр». Разыгрывалось 15 комплектов наград. В каждой дисциплине соревнования проходили в три этапа: предварительный раунд, полуфинал и финал.
| Соревнование     | Спортсмены            | Предварительный раунд | Предварительный раунд | Предварительный раунд | Полуфинал | Полуфинал | Полуфинал | Финал    | Финал   | Итоговое место |
| Соревнование     | Спортсмены            | Заплыв                | Время                 | Место                 | Заплыв    | Время     | Место     | Время    | Место   | Итоговое место |
| ---------------- | --------------------- | --------------------- | --------------------- | --------------------- | --------- | --------- | --------- | -------- | ------- | -------------- |
| K-1, 1000 метров | Рене Хольтен Поульсен | 2                     | 3:35,606              | 1 (Q)                 | 2         | 3:23,778  | 1 (Q)     | Финал A  | Финал A | 3              |
| K-1, 1000 метров | Рене Хольтен Поульсен | 2                     | 3:35,606              | 1 (Q)                 | 2         | 3:23,778  | 1 (Q)     | 3:28,863 | 3       | 3              |

### Карате
Соревнования по карате проходили в Бакинском кристальном зале. В каждой весовой категории принимали участие по 8 спортсменов, разделённых на 2 группы. Из каждой группы в полуфинал выходили по 2 спортсмена, которые по системе плей-офф разыгрывали медали Европейских игр.
Мужчины
| Соревнование | Спортсмены     | Групповой этап            | Групповой этап        | Групповой этап          | Место | 1/2 финала           | Финал                | Итоговое место       |
| Соревнование | Спортсмены     | 1 поединок                | 2 поединок            | 3 поединок              | Место | 1/2 финала           | Финал                | Итоговое место       |
| ------------ | -------------- | ------------------------- | --------------------- | ----------------------- | ----- | -------------------- | -------------------- | -------------------- |
| Ката         | Кристофер Роде | Группа A                  | Группа A              | Группа A                | 3     | Завершил выступление | Завершил выступление | Завершил выступление |
| Ката         | Кристофер Роде | Д. У. Кинтеро (ESP) П 0:5 | М. Бузато (ITA) П 0:5 | П. Хирвонен (FIN) В 5:0 | 3     | Завершил выступление | Завершил выступление | Завершил выступление |

Женщины
| Соревнование | Спортсмены            | Групповой этап     | Групповой этап               | Групповой этап             | Место | 1/2 финала            | Финал                 | Итоговое место        |
| Соревнование | Спортсмены            | 1 поединок         | 2 поединок                   | 3 поединок                 | Место | 1/2 финала            | Финал                 | Итоговое место        |
| ------------ | --------------------- | ------------------ | ---------------------------- | -------------------------- | ----- | --------------------- | --------------------- | --------------------- |
| До 55 кг     | Беттина Альдстадсетер | Группа A           | Группа A                     | Группа A                   | 4     | Завершила выступление | Завершила выступление | Завершила выступление |
| До 55 кг     | Беттина Альдстадсетер | Э. Туй (FRA) П 0:7 | К. Феррер Гарсия (ESP) П 0:3 | Б. Аранделович (SRB) П 0:4 | 4     | Завершила выступление | Завершила выступление | Завершила выступление |

### Триатлон
Соревнования по триатлону состояли из 3 этапов — плавание (1,5 км), велоспорт (40 км), бег (9,945 км).
Мужчины
| Соревнование | Спортсмены       | Плавание | Смена | Велоспорт | Смена | Бег   | Итоговое время | Место | Отставание |
| ------------ | ---------------- | -------- | ----- | --------- | ----- | ----- | -------------- | ----- | ---------- |
| Мужчины      | Каспер Стендеруп | 19:25    | 0:44  | 57:42     | 0:29  | 35:27 | 1:53:47        | 31    | +5:16      |